# 나태주 (시인)
나태주(羅泰柱，1945년 3월 16일 ~ )는 대한민국의 시인이다. 공주교육대학교를 졸업한 후 초등학교 교사를 지냈으며, 2009년 7월 1일부터 2017년 6월 30일까지 공주문화원 원장을 역임하였다. 현재 나태주풀꽃문학관 소속 시인으로 활동하고 있다.

## 생애
충청남도 서천군 기산면에서 출생했다. 시초초등학교, 서천중학교, 공주사범학교(현, 공주교육대학교 전신)를 졸업하였고, 1971년 시 〈대숲 아래서〉로 등단하였다. 2007년 공주 장기초등학교 교장을 끝으로 정년 퇴임하였으며, 2010년부터 2017년까지 공주문화원 원장을 역임하였다. 대표적인 시로는 '풀꽃'이 있다.

## 학력
- 시초국민학교
- 서천중학교
- 공주사범학교 졸업
- 한국방송통신대학교 학사
- 충남대학교 교육대학원 교육학 석사

## 경력
- ~ 2007.08 공주 장기초등학교 교장
- 1993 ~1994 충남시인협회 회장
- 1993 ~1994 한국시인협회 심의위원회 위원장
- 2010.07 ~ 2017.06 공주문화원 원장
- 2020.04~ 2022.03 제43대 한국시인협회 회장

## 방송
- 2021년 tvN 유 퀴즈 온 더 블럭 102회
- 2022년 KBS 옥탑방의 문제아들 161회

## 저서(시집)
나태주 시인의 대표작으로는 풀꽃, 행복, 사랑에 답함이 있다
- 대숲 아래서 (1973/예문관)
- 누님의 가을 (1977/학사)
- 모음 (1979/청학사)
- 막동리 소묘 (1980/일지사)
- 사랑이여 조그만 사랑이여 (1981/일지사)
- 변방 (1983/신문학사)
- 구름이여 꿈꾸는 구름이여 (1983/일지사)
- 외할머니 (1984/신문학사)
- 굴뚝 각시 (1985/오상사)
- 사랑하는 마음 내게 있어도 (1985/일지사)
- 아버지를 찾습니다 (1987/정음사)
- 그대 지키는 나의 등불 (1987/고려원)
- 목숨의 비늘 하나 (1987/영신문화사)
- 우리 젊은 날의 사랑 (1987/청하)
- 빈 손의 노래 (1988/문학사상사)
- 추억이 손짓하거든 (1989/일지사)
- 딸을 위하여 (1989/대교출판사)
- 훔쳐 보는 얼굴이 더 아름답다 (1991/일지사)
- 눈물난다 (1991/전원)
- 지는 해가 눈에 부시다 (1994/현음사)
- 풀잎 속 작은 길 (1996/고려원)
- 사랑하는 마음 내게 있어도 (1999/혜화당)
- 하늘의 서쪽 (2000/토우)
- 풀꽃 (2013.03.31/종려나무)
- 꽃을 보듯 너를 본다 (2015. 06. 20/지혜)
- 죽기 전에 시 한 편 쓰고 싶다 (2016.3.29/리오북스)
- 내인생에 힘이 되어준 시 (2016.04.18/문화유람)
- 틀렸다 (2017.02.20/지혜)
- 기죽지 말고 살아 봐 (2017.02.24/푸른길)
- 이제 너 없이도 너를 좋아할 수 있다 (2017.04.05/푸른길)
- 그 길에 네가 먼저 있었다 (2018.02.05/밥북)
- 너와 함께라면 인생도 여행이다 (2020.06.30/열림원)
- 사랑만이 남는다 (2021.01.07/마음서재)
- 네가 웃으니 세상도 웃고 지구도 웃겠다 (2021.08.16/시공사)
- 너무 잘하려고 애쓰지 마라 (2022.06.07/열림원)

## 저서(산문집)
- 꽃을 던지다 (2008.06.17/고요아침)
- 살아주셔서 고맙습니다 (2019.10.29/아침책상)
- 꿈꾸는 시인 (2020.8.24/열림원)

## 수상내역
- 1979년-제 3회 흙의문학상

- 2007년-충청남도문화상

- 박용래문학상

- 황조근정훈장

- 2009년-제 41회 한국시인협회상